# (4987) Flamsteed
(4987) Flamsteed es un asteroide perteneciente al cinturón de asteroides, descubierto el 20 de marzo de 1980 por el equipo del Observatorio Perth desde el Observatorio Perth, Bickley, Australia.

## Designación y nombre
Designado provisionalmente como 1980 FH12. Fue nombrado Flamsteed en honor al Primer Astrónomo Real británico John Flamsteed autor del catálogo estelar Atlas Coelestis.

## Características orbitales
Flamsteed está situado a una distancia media del Sol de 2,271 ua, pudiendo alejarse hasta 2,417 ua y acercarse hasta 2,126 ua. Su excentricidad es 0,064 y la inclinación orbital 7,586 grados. Emplea 1250 días en completar una órbita alrededor del Sol.

## Características físicas
La magnitud absoluta de Flamsteed es 13,9. Tiene 5,642 km de diámetro y su albedo se estima en 0,185.